# Льюис, Тревор
Тревор Льюис (англ. Trevor Lewis, 8 января 1987, Солт-Лейк-Сити, Юта, США) — профессиональный американский хоккеист, нападающий клуба. Обладатель Кубка Стэнли в составе «Лос-Анджелес Кингз» (2012, 2014), бронзовый призёр чемпионата мира 2015 в составе сборной США.

## Карьера
1 июля 2023 года в качестве свободного агента подписал однолетний контакт с «Лос-Анджелес Кингз» на сумму $775.000.
4 января 2025 года сыграл свой 1000-й матч в регулярных сезонах НХЛ. В этих матчах набрал 232 очка (101+131).

## Статистика
| Легенда | Легенда                    | Легенда | Легенда                   | Легенда | Легенда    |
| ------- | -------------------------- | ------- | ------------------------- | ------- | ---------- |
| И       | Количество проведённых игр | Штр     | Штрафное время            | +/−     | Плюс-минус |
| Г       | Голы                       | П       | Голевые передачи          | О       | Очки       |
| -       | Статистика неизвестна      | —       | Статистика не учитывалась |         |            |